# 御巫清直

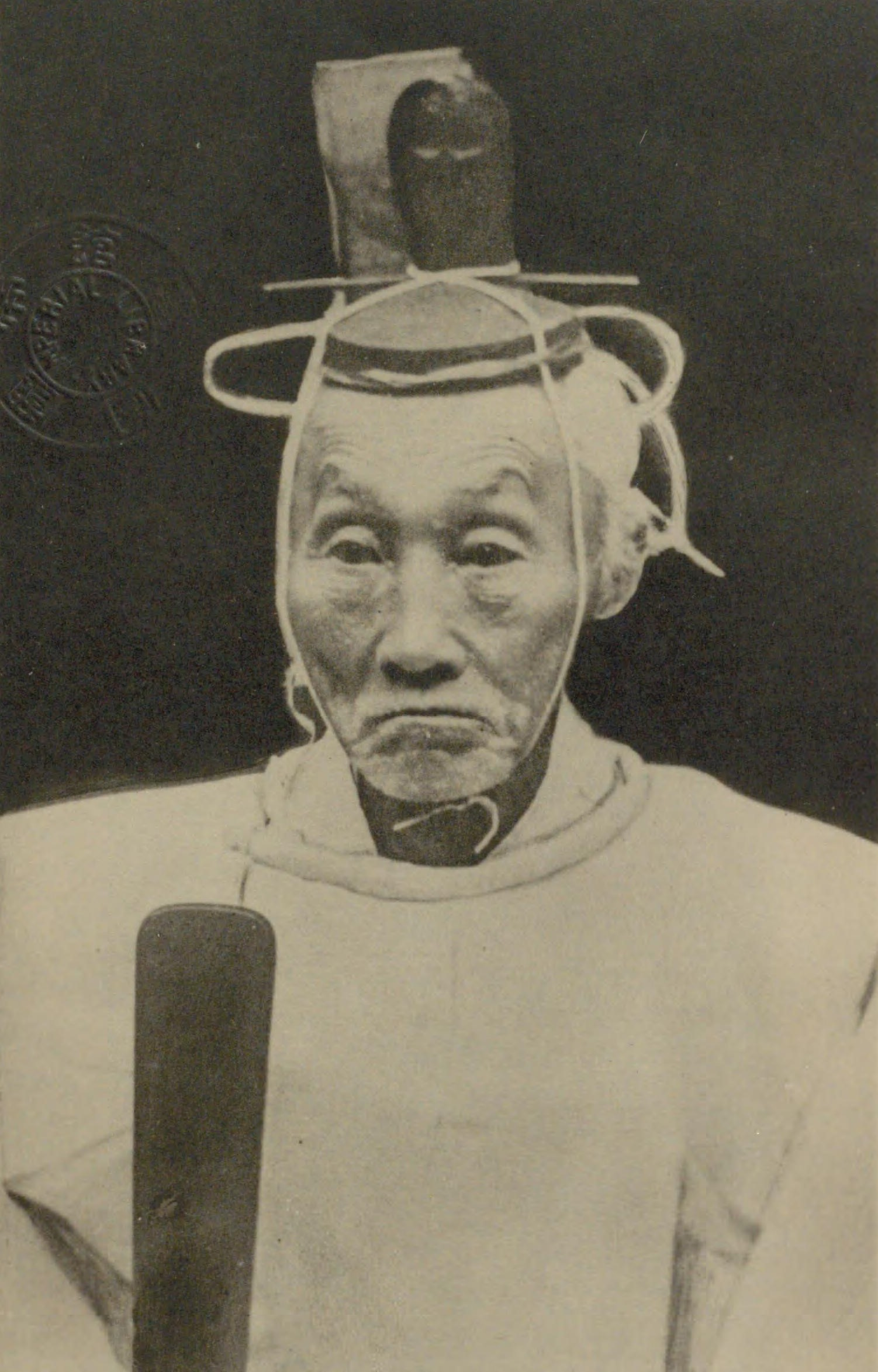
御巫清直

御巫 清直（みかなぎ きよなお、1812年3月27日（文化9年2月15日） - 1894年（明治27年）7月4日）は、江戸時代末期の国学者。また伊勢外宮（豊受大神宮）の神職。
名は光直。通称寿之助、権之亮、志津摩、尚書。号は棒園。本居春庭門下。清生は嗣子。
杉原光基の長男に生まれ、父から国学を学ぶ。15歳の時、従祖父の御巫清富の家を継いで神職に就く。伴信友や鈴木重胤ら多数の国学者と親交を結び、神道五部書など伊勢神宮関係の文献や斎宮の考証に貢献。また平田篤胤の説を受けて偽書の疑い濃い『先代旧事本紀』を本格的に研究し、『先代旧事本紀』研究の基礎を築いた。
書道、雅楽、能楽、茶道にも通じ、三重県四日市市垂坂町の立坂神社には歌碑も残っている。
著書多数。享年83。
1944年（昭和19年）、正五位を追贈された。

## 著書
- 『大神宮本記記正鈔』
- 『神朝本紀』
- 『先代旧事本紀折疑』
- 『斎宮寮考証』

## 関連書
- 『増補大神宮叢書』吉川弘文館。